# Gazélec Football Club Ajaccio Handball
Ne doit pas être confondu avec Gazélec Football Club Ajaccio.
Actualités
Le Gazélec Football Club Ajaccio Handball, précédemment nommé Gazélec Football Club Olympique (GFCO) Ajaccio Handball, est un club de handball français fondé en 1965 et basé à Ajaccio, dans la salle Pascal-Rossini.
Il a évolué pendant deux saisons en Division 1 au début des années 2000 et évolue en Championnat de France de Nationale 1 pour la saison 2022-2023.

## Palmarès
- Vainqueur du Championnat de France de Division 2 (1) : 2000
  - Deuxième en 2002
- Vainqueur du Championnat de France de Nationale 1 (1) : 1997

## Bilan saison par saison
| Saison    | Division | Rang               | Coupe de France        |
| --------- | -------- | ------------------ | ---------------------- |
| 1996/1997 | Nat 1    | Champion           | ?                      |
| 1997/1998 | Div 2    | 9e                 | ?                      |
| 1998/1999 | Div 2    | 11e                | 1/4 de Finale          |
| 1999/2000 | Div 2    | Champion           | 1/4 de Finale          |
| 2000/2001 | Div 1    | 13e                | 8e de Finale           |
| 2001/2002 | Div 2    | 2e                 | 8e de Finale           |
| 2002/2003 | Div 1    | 13e                | 16e de Finale          |
| 2003/2004 | Div 2    | 7e                 | pas de Coupe de France |
| 2004/2005 | Div 2    | 9e                 | ?                      |
| 2005/2006 | Div 2    | 10e                | ?                      |
| 2006/2007 | Div 2    | 15e                | ?                      |
| 2007/2008 | Nat 1    | 12e                | ?                      |
| 2008/2009 | Nat 2    | 11e                | ?                      |
| 2009/2010 | Nat 3    | 6e                 | ?                      |
| 2010/2011 | Nat 3    | 2e                 | ?                      |
| 2011/2012 | Nat 2    | 4e                 | 16e de finale          |
| 2012/2013 | Nat 1    | 7e                 | ?                      |
| 2013/2014 | Nat 1    | 4e                 | 4e tour                |
| 2014/2015 | Nat 1    | 11e                | ?                      |
| 2015/2016 | Nat 1    | 12e (poule 1)      | ?                      |
| 2016/2017 | Nat 2    | 2e (poule 6)       | 5e tour                |
| 2017/2018 | Nat 2    | 2e (poule 6)       | 8e de finale           |
| 2018/2019 | Nat 2    | 1er (poule 6)      | 3e tour                |
| 2019/2020 | Nat 1    | arrêté (Covid-19)  | 8e de finale           |
| 2020/2021 | Nat 1    | arrêté (Covid-19)  | NQ                     |
| 2021/2022 | Nat 1    | 2e (poule 5)       | NQ                     |
| 2022/2023 | Nat 1    | en cours (poule 4) | NQ                     |

## Personnalités liées au club
Parmi les personnalités liées au club, on trouve :
- Jan Bašný : joueur de 1990 à 2000 puis entraîneur de 2000 à 2004 et de 2018 à 2020
- Yacinn Bouakaz : joueur de 2002 à 2003
- Marc-Antoine Coggia : gardien de but de 2003 à 2005 et de 2012 à 2021
- Abdelatif Frik
- Josef Kučerka : gardien de but de 1998 à 2005
- Pierre-Yves Ragot : joueur de 2004 à 2006